# فليمنيغ نيلسن
فليمنيغ نيلسن (بالدنماركية: Flemming Nielsen)‏ هو لاعب كرة قدم وصحفي دنماركي، ولد في 24 فبراير 1934 في كوبنهاغن في الدنمارك، وتوفي بنفس المكان في 16 نوفمبر 2018. شارك مع منتخب الدنمارك تحت 19 سنة لكرة القدم ومنتخب الدنمارك تحت 21 سنة لكرة القدم ومنتخب الدنمارك لكرة القدم. أما مع النوادي، فقد لعب مع أتالانتا ونادي غرينوك مورتون ونادي كوبنهاغن.

## وصلات خارجية
- فليمنيغ نيلسن على موقع قاعدة بيانات كرة القدم.إي يو (الإنجليزية)
- فليمنيغ نيلسن على موقع ناشيونال فوتبول تيمز (الإنجليزية)
- فليمنيغ نيلسن على موقع اللجنة الأولمبية الدولية (الإنجليزية)
- فليمنيغ نيلسن على موقع أوليمبيديا (الإنجليزية)